# ألبين باركلي
ألبين وليام باركلي (24 نوفمبر 1877 – 30 أبريل 1956) هو محامي وسياسي من كنتاكي خدم في الكونغرس كما كان نائب الرئيس الخامس والثلاثين للولايات المتحدة من عام 1949 إلى 1953. تم انتخابه محامي مقاطعة مككراكين، كنتاكي في عام 1905. واختير قاضيا في عام 1909 ونائبا عن المقاطعة الأولى في كنتاكي في عام 1912. كان باركلي ديمقراطيا ليبراليا، ودعم أجندة الرئيس وودرو ويلسون المحلية حول الحرية الجديدة ودعم سياسته الخارجية.
دعم باركلي منع الكحول شجب القمار المتبادل (بالإنجليزية: Parimutuel betting)، فهزم بفارق ضئيل في مجمع الحزب الديمقراطي في انتخابات حكومة الولاية عام 1923 أمام زميله النائب كامبل كانتريل. وفي عام 1926، حل محل السيناتور الجمهوري ريتشارد إرنست. أيد باركلي في مجلس الشيوخ نهج الصفقة الجديدة لمعالجة الكساد العظيم وانتخب ليخلف زعيم الأغلبية في المجلس جوزيف روبنسون بعد وفاة الأخير في عام 1937. ترشح مرة أخرى عام 1938 ليعاد انتخابه، واتهمه خصمه هابي تشاندلر بالاستعانة بموظفي إدارة تقدم الأعمال بإدارة حملته. وزعم باركلي أن تشاندلر استعان بموظفي الولاية بنفس الطريقة. لم يتهم أي من المرشحين بأي مخالفة في هذا الشأن، وإلا أن الكونغرس أصدر قانون هاتش في عام 1939، الذي منع الموظفين الفدراليين أن إدارة حملات إي مرشح سياسي.
عندما اندلعت الحرب العالمية الثانية، انصب اهتمام الرئيس فرانكلين روزفلت على الشؤون الخارجية، فأكسب هذا باركلي نفوذا على جدول الأعمال المحلي للإدارة. واستقال من منصبه كزعيم للأقلية بعد أن تجاهل روزفلت نصيحته ونقض على قانون الإيرادات لعام 1943. تجاوز التجمع الديمقراطي هذا النقض وأعاد انتخاب باركلي إلى منصب زعيم الأغلبية بالإجماع. كان باركلي على علاقة جيدة مع هاري ترومان، الذي أصبح رئيسا بعد وفاة روزفلت في عام 1945. في الانتخابات التالية، تلاشت شعبية ترومان مع انعقاد المؤتمر الوطني الديمقراطي عام 1948، وقدم باركلي خطابا جشد فيه المندوبين لصالح ترومان. اختاره ترومان ليرافقه في الانتخابات التالية وانتصر الاثنان في الانتخابات. لعب باركلي دورا كبيرا في إدارة ترومان بصفته المتحدث الرئيسي، خاصة بعد أن شغلت الحرب الكورية معظم اهتمام ترومان. أعلن ترومان أنه لن يسعى لإعادة انتخابه في انتخابات عام 1952، وبدأ باركلي بتنظيم حملته الرئاسية، لكن قادة النقابات رفضوا تأييد ترشيحه بسبب سنه، فانسحب من السباق. تقاعد لكنه عاد إلى الحياة العامة، وهزم السيناتور الجمهوري جون شيرمان كوبر على مقعد الولاية في مجلس الشيوخ في عام 1954. توفي باركلى بنوبة قلبية بينما كان يلقى خطابا في مؤتمر واشنطن أند لى موك في 30 أبريل 1956.
عندما تولى المنصب كان قد تجاوز الحادية والسبعين من عمره، وهو بذلك أكبر نائب رئيس يتولى هذا المنصب.

## نشأته
وُلد ويلي ألبين باركلي، وهو أكبر أبناء جون ويلسون وليوتا أليزا (سميث) باركلي الثمانية، في 24 نوفمبر عام 1877. ولّدته جدته القابلة أماندا باركلي في المنزل الذي كانت تعيش فيه مع زوجها ألبين في ويل، كنتاكي. كان والدا باركلي مزارعين مستأجرين يزرعان التبغ، وكان والده زعيمًا في الكنيسة المشيخية المحلية. كان والداه متدينين، ويعارضان لعب الورق والكحول. في بعض الأحيان، كان والدا باركلي يتركانه في رعاية جدّيه لفترات طويلة. خلال هذه الأوقات، كانت جدته تسرد قصصًا عن أقاربها. ومن بين زملائها في ألعاب الطفولة نائب الرئيس الأمريكي أدلاي ستيفنسون الأول، وجيمس ماكينزي، ممثل للولايات المتحدة من كنتاكي.
عمل باركلي في مزرعة والديه ودرس في لوز بولاية كنتاكي، بين موسم الحصاد في الخريف والزراعة في الربيع. لم يكن سعيدًا باسمه، فاتخذ من «ألبين وليام» اسمًا له بمجرد أن كبر بما فيه الكفاية ليعبر عن رأيه في الأمر. في أواخر عام 1891 وفي ظل الوضع الاقتصادي الصعب للعائلة، أقنع الأقارب والد باركلي ببيع مزرعته والانتقال إلى كلينتون، سعيًا وراء الفرص كمزراع قمح مستأجر. التحق باركلي بمدرسة ثانوية محلية، لكنه لم يكمل دراسته قبل دخوله كلية مارفن، وهي المدرسة الميثودية في كلينتون التي قبلت الطلاب صغار السن في عام 1892. قدم له رئيس الكلية منحة دراسية تغطي نفقات دراسته الأكاديمية في مقابل عمله عاملَ نظافة، وسُمح له أيضًا بتخطي الشهرين الأول والأخير من السنة الدراسية لمساعدة عائلته في المزرعة. كان باركلي ناشطًا في مجتمع المناظرات في مارفن. حصل على درجة البكالوريوس في الفنون في عام 1897، وأقنعته تجاربه في مارفن بالتحول إلى الميثودية، وهي الطائفة التي عُرف بانتمائه لها بقية حياته.
بعد التخرج، ذهب باركلي إلى كلية إيموري (وهي الآن جزء من جامعة إيموري) في أكسفورد، جورجيا، والتي ضمت العديد من المديرين وأعضاء هيئة التدريس في مارفن. خلال السنة الدراسية 1897-1898، كان ناشطًا في مجتمع المناظرات وفي نادي دلتا تاو دلتا، ولكنه لم يستطع تحمل تكاليف مواصلة تعليمه، وعاد إلى كلينتون بعد فصل الربيع. عمل بالتدريس في كلية مارفن ولكنه لم يكسب ما يكفي من المال لتغطية نفقات المعيشة الأساسية. استقال في ديسمبر عام 1898 للانتقال مع والديه إلى بادوكا، كنتاكي، مقر مقاطعة مككراكين، حيث وجد والده وظيفة في مطحنة كورديل.

## ذكراه
سُمي على اسمه سد باركلي الذي شيّده فيلق مهندسي الجيش الأمريكي على نهر كمبرلاند عام 1966، والبحيرة التي يتكون منها، كما سُمي باسمه مطار باركلي الإقليمي مدينة بادوكا. في عام 1984، رفضت الحكومة الاتحادية شراء منزله في بادوكا، وبِيع في المزاد. الكثير من الأشياء الشخصية التي يملكها باركلي معروضة في الطابق الثاني من بيت وايتهافن التاريخي في بادوكا. في فبراير عام 2008، غيرت كلية العدل الأمريكية في بادوكا عددًا من المالكين بعد أن فشلوا في الحصول على اعتماد من نقابة المحامين الأمريكية. أُعيدت تسميتها بكلية ألبين باركلي للقانون، ولكنها ظلت غير معتمدة، وأُغلقت في ديسمبر عام 2008.

## روابط خارجية
- ألبين باركلي على موقع الموسوعة البريطانية (الإنجليزية)
- ألبين باركلي على موقع مونزينجر (الألمانية)
- ألبين باركلي على موقع إن إن دي بي (الإنجليزية)